# Oskar Fleischer
Pour les articles homonymes, voir Fleischer.
Oskar Fleischer (Zörbig, 2 novembre 1856 - Berlin, 8 février 1933) est un musicologue et directeur de musée allemand. 

## Biographie
De 1878 à 1882 il fit des études de langues anciennes et modernes et de philosophie à l'Université de Halle. Puis il étudia la musicologie avec Philipp Spitta. En 1892, à la mort de celui-ci, il lui succéda en tant que directeur du Musikinstrumenten-Museum (Musée des instruments de musique) de Berlin, fondé en 1888 sur la base des collections de Paul de Wit), qu'il devait augmenter de façon considérable. 
Sa spécialité ne résidait pas tant dans l'organologie que dans l'étude et la recherche sur le chant au Moyen Âge. Ses travaux lui permirent de participer activement à la fondation en 1899, puis de présider la Internationale Musik-Gesellschaft (Société Internationale Musicale), à l'origine de nombreux congrès et publications. 
Vers 1910, il parvint à faire acquérir par le musée de Berlin l'important fonds d'instruments anciens rassemblée par le collectionneur César Snoeck, doublant ainsi l'importance de ses collections. Fleischer entreprit vers cette même époque d'enseigner l'organologie. En 1919, la direction du musée fut reprise par Curt Sachs, lui-même conservant son poste de professeur à la Hochschule für Musik jusqu'en 1925.

## Ouvrages
- Das Accentuationssystem Notkers in seinem Boethius (1882) - Université de Halle-Wittenberg
- Neumen-studien: Abhandlungen über mittelalterliche Gesangs-tonschriften (1895) - Breitkopf & Haertel
- Führer durch die Sammlung alter Musik-instrumente (1892) - A. Haack